# L'Extraordinaire Voyage de Marona
Pour plus de détails, voir Fiche technique et Distribution.
L'Extraordinaire Voyage de Marona est un film d'animation dramatique franco-belgo-roumain réalisé par Anca Damian, sorti en 2019.

## Synopsis
Victime d’un accident, une Chienne se remémore, dans un certain foisonnement esthétique, les différents maîtres qu’elle a eus et aimés inconditionnellement tout au long de sa vie. Par son empathie sans faille, sa vie devient une leçon d’amour.

## Fiche technique
- Titre original : L'Extraordinaire Voyage de Marona
- Titre anglais : Marona's Fantastic Tale
- Réalisation : Anca Damian
- Scénario : Anghel Damian[2]
- Character Designer : Brecht Evens
- Musique : Pablo Pico
- Décors : Gina Thorstensen et Sarah Mazzetti
- Montage : Boubkar Benzabat
- Montage son : Clément Badin, Mathieu Z'Graggen, Régis Diebold
- Mixeur : Lionel Guenolin
- Production : Ron Dyens
- Société de production : Sacrebleu Productions[3]
- Sociétés de distribution : Cinéma Public Films
- Ventes Internationales : Charades
- Pays d'origine :  France,  Roumanie et  Belgique
- Langue originale : français
- Format : couleur
- Genre : drame
- Durée : 92 minutes
- Dates de sortie :
  - France : 
    - 10 juin 2019 (Annecy 2019)
    - 8 janvier 2020 (en salles)

## Distribution
- Lizzie Brocheré : Marona
- Bruno Salomone : Manole
- Thierry Hancisse : Istvan
- Isabelle Vitari : Madalina
- Nathalie Boutefeu : Medeea
- Shyrelle Mai Yvart : Solange enfant
- Maïra Schmitt : Solange adolescente
- Georges Claisse : Grand-père Solange

## Distinctions
- Prix spécial du jury au festival européen du film fantastique de Strasbourg[4]
- Meilleur film au Bucheon International Animation Film Festival[5],[6]
- Grand Prix Reanimania International Film Festival
- Special Jury Prize Animation is Film Los Angeles
- Jury Prize Gijon International Film Festival[6]